# Weinschorle

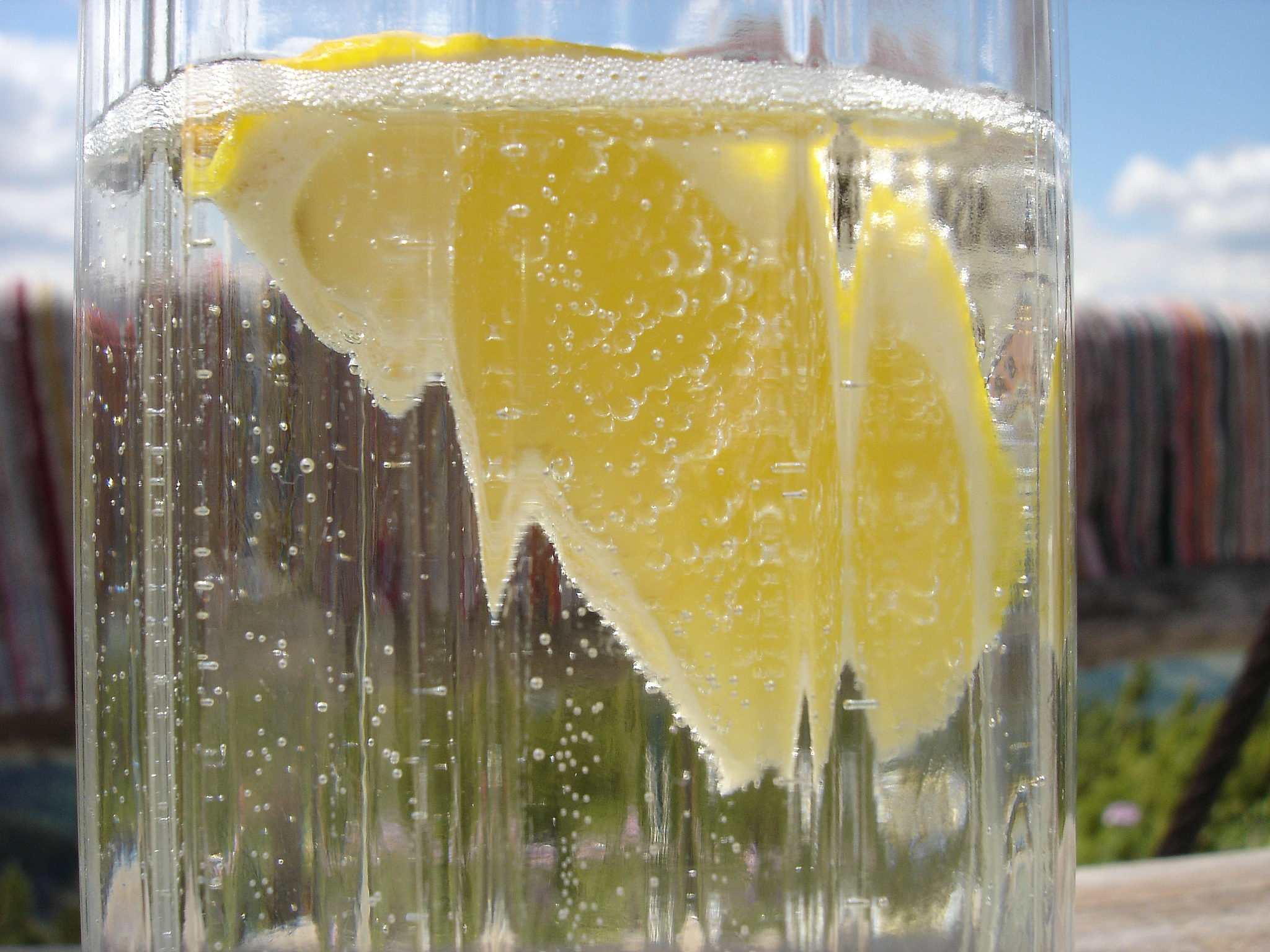
Un Spritzer estival à Saalfelden, Autriche.

La Weinschorle est une boisson composée d'un mélange de vin et d'eau gazeuse ou de limonade, populaire en Allemagne, Autriche, Suisse et Hongrie.

## Origine
Selon le dictionnaire étymologique Duden-Herkunftswörterbuch, le terme Schorlemorle, originellement Schurlemurle désigne dès le XVIIIe siècle en Bavière une boisson composée de vin et d'eau minérale. L'origine du terme est incertaine, une parenté avec les termes désignant la bière au XVIe siècle à Münster (Scormorrium) et à Strasbourg (Murlepuff) est possible. 
La référence à la consommation, à Rome, de vin coupé d'eau, est fréquente pour expliquer l'origine de la Weinschorle,.

## Boisson populaire

### En Allemagne
La Weinschorle a en Allemagne une réputation contrastée. Elle est consommée lors des fêtes vinicoles, lors des événements sportifs comme au stade, des festivals, au marché, et en fin de journée, en guise d'apéritif, par temps chaud. Dans certaines régions, comme le Palatinat rhénan elle fait figure de « boisson nationale ».
Cependant, elle est également associée à une consommation excessive et à l'ivresse, ou à un manque de goût,.
Une Weinschorle d'un demi-litre, à Munich lors de la fête de la bière, revient en 2017 à 7,50 euros.
Les proportions du mélange peuvent varier, mais ne devraient pas dépasser un tiers d'eau pour deux tiers de vin. Le choix de l'eau minérale est important, le gaz carbonique devant apporter une fraîcheur sans accentuer l'acidité du vin. Le choix du vin, blanc, rosé ou rouge, et celui du cépage est également majeur,,. Le Riesling est ainsi fréquemment associé à une eau minérale gazeuse légère,.

### En Autriche
Le G'spritzter (également Gespritzter, ou Spritzer) est selon le code de dénomination vinicole autrichien une boisson composée d'au moins 50 % de vin et d'au plus 50 % de soda ou d'eau minérale gazeuse. La teneur minimale en alcool de la boisson est de 4,5 % Vol. Le terme Weinschorle est peu employé en Autriche. À Vienne, on peut employer le terme Sprühwein.

### En Suisse
Le Gespritzter est soit doux (Süßgespritzter) si le vin est mélangé avec de la limonade, soit sec (Sauergespritzter) s'il est additionné d'eau minérale gazeuse.

### En Hongrie
Les mélanges de vins, souvent secs, et d'eaux minérales ont une longue tradition en Hongrie. Le terme le plus courant est fröccs, mais les multiples variantes ont donné lieu à des dénominations nombreuses.

### En Europe
En dehors de l'aire germanophone, la Weinschorle peut être considérée comme un cocktail, comme la Jacqueline de la région de Bayonne, le Kalimotxo du pays basque, ou le Tinto de verano d'Andalousie. 